# Yekaterina Lóbysheva
Yekaterina Alexándrovna Lóbysheva –en ruso, Екатерина Александровна Лобышева– (Kolomna, URSS, 13 de marzo de 1985) es una deportista rusa que compitió en patinaje de velocidad sobre hielo. 
Participó en tres Juegos Olímpicos de Invierno, entre los años 2006 y 2014, obteniendo dos medallas de bronce en la prueba de persecución por equipos: en Turín 2006 (junto con Yekaterina Abramova, Svetlana Vysokova, Varvara Barysheva y Galina Lijachova) y en Sochi 2014 (con Olga Graf, Yuliya Skokova y Yekaterina Shijova).

## Palmarés internacional
| Juegos Olímpicos | Juegos Olímpicos | Juegos Olímpicos  | Juegos Olímpicos        |
| Año              | Lugar            | Medalla           | Prueba                  |
| ---------------- | ---------------- | ----------------- | ----------------------- |
| 2006             | Turín (Italia)   | Medalla de bronce | Persecución por equipos |
| 2014             | Sochi (Rusia)    | Medalla de bronce | Persecución por equipos |